# Hohenbergia correia-arauji
Hohenbergia correia-arauji là một loài thực vật có hoa trong họ Bromeliaceae. Loài này được E.Pereira & Moutinho mô tả khoa học đầu tiên năm 1980.